# Malin (köping)
Malin (kinesiska: 马林, 马林镇) är en köping i Kina. Den ligger i den autonoma regionen Inre Mongoliet, i den norra delen av landet, omkring 650 kilometer öster om regionhuvudstaden Hohhot.
Genomsnittlig årsnederbörd är 539 millimeter. Den regnigaste månaden är juni, med i genomsnitt 132 mm nederbörd, och den torraste är januari, med 3 mm nederbörd.